# Явдоченко Микола Іванович
Микола Іванович Явдоченко (18 грудня 1908, Миргород, тепер Полтавської області — ?) — український кобзар. Чоловік Марії Шевченко.

## Життєпис
Народився у сім'ї торговця. Малим хлопчиком навчився грати на бандурі у Павла Івановича Коробки, який часто грав вечерами на вулиці до співу і танців. Придбав бандуру у бандурного майстра І. М. Скляра, з допомогою якого удосконалював техніку гри. Разом з ним створили першу Миргородську капелу бандуристів, з якою гастролювали по Україні.
Працював у філармоніях в дуеті з дружиною Марією Кіндратівною Шевченко. Їх виступи користувалися успіхом. Під час війни та у післявоєнні роки обслуговували військові частини, шпиталі. Деякий час працював у м. Читі. Давав концерти у частинах Забайкальського військового округу. З 1953 переїхав до м. Челябінська, де разом з дружиною керували ансамблем бандуристів Палацу культури Челябінського тракторного заводу, пропагуючи кобзарське мистецтво у Приураллі.
В репертуарі бандуриста переважали українські народні пісні. Пенсіонер, жив у Челябінську.